# Megalotocepheus loksai
Megalotocepheus loksai är en kvalsterart som beskrevs av Balogh 1970. Megalotocepheus loksai ingår i släktet Megalotocepheus och familjen Otocepheidae. Inga underarter finns listade i Catalogue of Life.